# شهرستان وود (اوهایو)
شهرستان وود، اوهایو (به انگلیسی: Wood County, Ohio) یک سکونتگاه مسکونی در ایالات متحده آمریکا است که در اوهایو واقع شده‌است.